# Можливо, вам варто з кимось поговорити
«Можливо, вам варто з кимось поговорити. Відверті нотатки психотерапевта» (англ. Maybe You Should Talk to Someone: A Therapist, Her Therapist, and Our Lives Revealed) — книжка Лорі Ґоттліб, яка вийшла 2019 року. Це мемуари, у яких Ґоттліб описує важкий період у своєму професійному та особистому житті. Подвійна природа книжки дозволяє Ґоттліб показати свій світ і як терапевта, і як людини, яка сама отримує терапію. Ґоттліб досліджує п'ятьох пацієнтів, зокрема і себе саму, їхні різні життєві ситуації та погляди на життя.

## Короткий зміст
Лорі Ґоттліб, психотерапевтка, була в тривалих стосунках, коли раптом усе зруйнувалося. Її хлопець вирішує розлучитися з нею, тому що не може жити з дитиною. Це стало несподіванкою для Ґоттліб, адже пара вирішила одружитися, а хлопець знав, що в неї є дитина. Упродовж цього періоду свого життя Ґоттліб описує звичайні людські емоції та боротьбу людини, що постає перед труднощами. Хоч сама Ґоттліб теж була експерткою і кваліфікованою терапевткою, друзі заохотили її піти до терапевта через її негативний душевний стан. Вона розуміє, що її горю можна зарадити за допомогою терапевта, і тому починає ходити до спеціаліста на ім'я Венделл. Під час перших кількох сеансів Лорі просто виплакує йому своє горе. Коли цей етап минає, Венделл зазначає, що, на його думку, вона страждає від чогось складнішого, ніж втрата хлопця. Це дивує і бентежить Ґоттліб, адже вона збиралась відвідати лише кілька сеансів.
Поки сеанси тривають, Лорі повертає нас до початку її кар'єри. Лорі — письменниця в Лос-Анджелесі, яка працює над медичним драматичним серіалом, що пробудив у неї інтерес до медичної школи. Щоб реалізувати своє бажання допомагати іншим і далі розповідати історії, вона вирішує стати терапевткою.
Упродовж книжки Ґоттліб розповідає про чотирьох своїх пацієнтів. Джон — успішний продюсер приблизно сорока років. Він має двох дітей і одружений. Він вважає, що всі навколо нього ідіоти й що проблема в них. Він мало спить і до того ж має проблеми з дружиною. На початку сеансів він не викликає симпатії й ображає свою терапевтку. Ґоттліб намагається знайти спосіб встановити контакт і побачити суть проблеми. Пізніше вона дізнається, що він втратив сина й пережив травму, яка вплинула на його поведінку та емоції. Молода жінка, яку звати Джулі, вийшла заміж і вирушила у весільну подорож. Коли вона повертається, то думає, що вагітна, оскільки відчуває щось у грудях. Але це був рак, який вона змогла вилікувати. Через шість місяців Джулі йде на сканування, сподіваючись, що все гаразд і вона може завагітніти. Однак у неї розвинулася рідкісна форма раку, яка не піддається лікуванню. Книжка показує, як Джулі бореться зі своїм становищем і думками суспільства. Рита — жінка, якій виповнюється сімдесят, і вона в глибокій депресії. Замолоду Рита кинула коледж і вийшла заміж. Через кілька років у чоловіка виникли проблеми з алкоголем і він почав образливо ставитися до дітей. Рита робила серйозні помилки як мати, і її дорослі діти не хочуть з нею розмовляти. Вона не змогла зробити кар'єру, яку обрала, мала невдалі шлюби, була самотньою та ізольованою. Зі слів Рити, її не втішають речі, які мали б це робити, а лише завдають болю. Вона шукає прощення у своїх дітей. Вона також каже Ґоттліб, що не хоче більше жити, якщо життя не покращиться. Шарлотта — двадцятирічна жінка, яка успішно виконує свою роботу. Вона зловживає алкоголем і щоразу опиняється поруч не з тим чоловіком, зокрема один із них чекає в коридорі. Вона пожертвувала щасливим дитинствоом заради кращого дорослого життя.

## Персонажі
- Лорі Ґоттліб — терапевтка і пацієнтка
- Джон — самозаглиблений голлівудський продюсер
- Джулі — нещодавно одружена жінка близько тридцяти років, якій діагностовано смертельну хворобу
- Рита — літня жінка, яка хоче покінчити з життям у свій день народження
- Шарлотта — двадцятисемирічна жінка, яка бореться з руйнівними стосунками та алкоголізмом
- Венделл — психотерапевт Лорі Ґоттліб[1]

## Прийняття
Книжка увійшла до списку бестселерів The New York Times у категорії «Публіцистика у твердій обкладинці». Рецензія в The New York Times похвалила майстерність оповіді, що перетворює окремі історії на своєрідну мильну оперу з багатьма героями. Рецензент також сказав про стиль написання, що «Ґоттліб може бути осудливою та нав'язливою, але вона щира, навіть груба, щодо себе та своїх пацієнтів». Вона отримала огляд із зірочками в Kirkus Reviews, а також огляди написали Publishers Weekly, USA Today, Time, New Statesman і Slate.

## Екранізація
Студія ABC раніше працювала над створенням телевізійного серіалу за мотивами книжки разом із Євою Лонгорією.

## Переклад українською
2025 року у видавництві «BookChef» вийшов український переклад книжки. Перекладачка — Дар'я Беззадіна.